# Conostigmus tubifer
Conostigmus tubifer är en stekelart som beskrevs av Paul Dessart 1997. Conostigmus tubifer ingår i släktet Conostigmus och familjen trefåresteklar. Inga underarter finns listade i Catalogue of Life.